# Wolfershausen
Wolfershausen ist einer von 16 Stadtteilen der Stadt Felsberg im nordhessischen Schwalm-Eder-Kreis.

## Geographie
Das Dorf liegt nordöstlich der Kernstadt an einer Schleife der Eder, die hier durch ein Wehr aufgestaut ist. Zum Ort gehört der Amselhof, rund 750 m nordwestlich des Dorfkerns im äußersten Norden der Gemarkung auf der sogenannten „Amsel“ am Lotterberg gelegen; dort wurde lange die im Jahre 1273 zerstörte Burg Wolfershausen vermutet.

## Geschichte
Die älteste bekannte Erwähnung von Wolfershausen erfolgte im Jahr 1061 unter dem Namen „Wolfeshuson“ in einer Urkunde des Klosters Fulda, als Abt Widerad von Eppenstein von einem edlen Herren Irmfried und seinem Weibe ein Landgut in der Grafschaft Maden eintauschte und dieses Gehöft dem Kloster Haydau übergab. Zu diesem Tausch gehörten Wolfershausen, Hebel und Heßlar.
Die ortsadeligen Herren von Wolfershausen, die auf der Burg Wolfershausen, einer kleinen Niederungsburg an der Stelle der heutigen Kirche residierten, waren Lehnsmannen des Erzstifts Mainz; den Zehnten mussten sie an das St. Petri-Stift in Fritzlar entrichten. Aus dem Jahr 1259 stammt ihr Wappen, das oben einen nach (heraldisch) rechts laufenden Wolf und im unteren Teil drei Ringe enthält; die Ringe deuten auf Rengshausen, die Herkunft der Familie, hin.

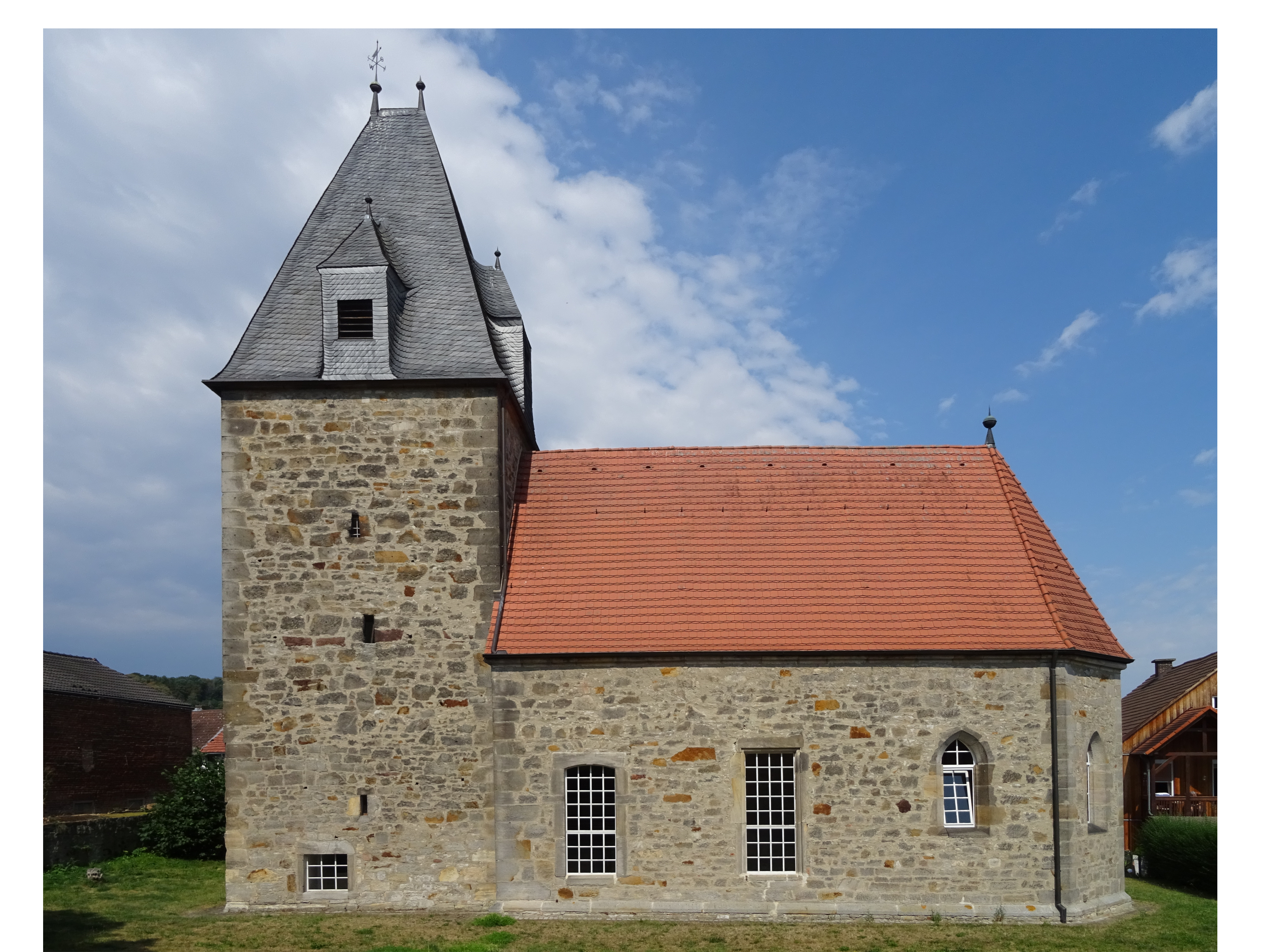
Evangelische Kirche Wolfershausen

Im Jahre 1232 zog Landgraf Konrad von Thüringen, Statthalter der Ludowinger in Hessen, gegen Fritzlar. Die von den Herren von Wolfershausen verteidigte Burg Heiligenburg wurde dabei zerstört. Erzbischof Siegfried III. von Mainz befahl den Wiederaufbau. Diese Entscheidung ließ die Herren von Wolfershausen zum Landgrafen überlaufen. Die Reaktion der Mainzer brachte ihnen große Verluste. Im weiteren Verlauf der Geschichte schlugen sie sich, je nachdem, was für sie günstiger erschien, auf die eine oder andere Seite. 1273 wurde ihre Burg durch Truppen aus dem mainzischen Fritzlar vollkommen zerstört und danach nicht wieder aufgebaut.
Im Jahre 1465 erwarb das Kloster Breitenau das Patronat über die Kirche von den Herren von Löwenstein. 1555 gehörte der Ort zum landgräflichen Amt Felsberg, ab 1585 zum Amt Kassel.
Die von einem kurzen, durch das die Eder diagonal durchschneidende Wehr gespeisten Mühlgraben angetriebene, einst herrschaftliche Mühle im Nordosten des Dorfs wird mindestens seit Anfang des 18. Jahrhunderts von der Müller-Dynastie Sommerlade betrieben.
Im Zuge der Gebietsreform in Hessen schlossen sich zum 1. Februar 1971 die Gemeinden Altenbrunslar und Neuenbrunslar zur Gemeinde Brunslar zusammen. Zum 31. Dezember 1971 schloss sich die Gemeinde Wolfershausen auf freiwilliger Basis der Gemeinde Brunslar an. Am 1. Januar 1974 wurde die Gemeinde Brunslar mit den Gemeinden Gensungen, Helmshausen, Hilgershausen und Rhünda sowie der Stadt Felsberg zur erweiterten Stadt Felsberg zusammengeschlossen. Für alle eingegliederten, ehemals eigenständigen Gemeinden wurden Ortsbezirke mit Ortsbeirat und Ortsvorsteher nach der Hessischen Gemeindeordnung gebildet.

## Bevölkerung
Einwohnerstruktur 2011
Nach den Erhebungen des Zensus 2011 lebten am Stichtag, dem 9. Mai 2011, in Wolfershausen 765 Einwohner. Darunter waren 15 (2,0 %) Ausländer. Nach dem Lebensalter waren 141 Einwohner unter 18 Jahren, 312 zwischen 18 und 49, 159 zwischen 50 und 64 und 156 Einwohner waren älter. Die Einwohner lebten in 345 Haushalten. Davon waren 102 Singlehaushalte, 105 Paare ohne Kinder und 105 Paare mit Kindern, sowie 25 Alleinerziehende und 9 Wohngemeinschaften. In 72 Haushalten lebten ausschließlich Senioren und in 231 Haushaltungen lebten keine Senioren.
Einwohnerentwicklung
- 1585: 25 Haushaltungen[3]
- 1747: 32 Haushaltungen[3]

| Wolfershausen: Einwohnerzahlen von 1834 bis 2020 | Wolfershausen: Einwohnerzahlen von 1834 bis 2020 | Wolfershausen: Einwohnerzahlen von 1834 bis 2020 | Wolfershausen: Einwohnerzahlen von 1834 bis 2020 | Wolfershausen: Einwohnerzahlen von 1834 bis 2020 |
| --- | ------------------------------------------------ | ------------------------------------------------ | ------------------------------------------------ | ------------------------------------------------ |
| Jahr |                                                  |                                                  |                                                  | Einwohner                                        |
| 1834 | 1834                                             |                                                  | 331                                              | 331                                              |
| 1840 | 1840                                             |                                                  | 339                                              | 339                                              |
| 1846 | 1846                                             |                                                  | 376                                              | 376                                              |
| 1852 | 1852                                             |                                                  | 368                                              | 368                                              |
| 1858 | 1858                                             |                                                  | 361                                              | 361                                              |
| 1864 | 1864                                             |                                                  | 381                                              | 381                                              |
| 1871 | 1871                                             |                                                  | 351                                              | 351                                              |
| 1875 | 1875                                             |                                                  | 371                                              | 371                                              |
| 1885 | 1885                                             |                                                  | 386                                              | 386                                              |
| 1895 | 1895                                             |                                                  | 385                                              | 385                                              |
| 1905 | 1905                                             |                                                  | 452                                              | 452                                              |
| 1910 | 1910                                             |                                                  | 464                                              | 464                                              |
| 1925 | 1925                                             |                                                  | 460                                              | 460                                              |
| 1939 | 1939                                             |                                                  | 498                                              | 498                                              |
| 1946 | 1946                                             |                                                  | 705                                              | 705                                              |
| 1950 | 1950                                             |                                                  | 699                                              | 699                                              |
| 1956 | 1956                                             |                                                  | 629                                              | 629                                              |
| 1961 | 1961                                             |                                                  | 635                                              | 635                                              |
| 1967 | 1967                                             |                                                  | 661                                              | 661                                              |
| 1980 | 1980                                             |                                                  | ?                                                | ?                                                |
| 1990 | 1990                                             |                                                  | ?                                                | ?                                                |
| 2000 | 2000                                             |                                                  | ?                                                | ?                                                |
| 2007 | 2007                                             |                                                  | 760                                              | 760                                              |
| 2011 | 2011                                             |                                                  | 765                                              | 765                                              |
| 2014 | 2014                                             |                                                  | 785                                              | 785                                              |
| 2020 | 2020                                             |                                                  | 866                                              | 866                                              |
| Datenquelle: Historisches Gemeindeverzeichnis für Hessen: Die Bevölkerung der Gemeinden 1834 bis 1967. Wiesbaden: Hessisches Statistisches Landesamt, 1968. Weitere Quellen: Stadt Felsberg:; Zensus 2011 |                                                  |                                                  |                                                  |                                                  |

Historische Religionszugehörigkeit
| • 1885: | 384 evangelische (= 99,48 %), zwei katholische (= 0,52 %) Einwohner |
| • 1961: | 546 evangelische (= 85,98 %), 89 katholische (= 14,02 %) Einwohner  |

## Politik
Für Wolfershausen besteht ein Ortsbezirk (Gebiete der ehemaligen Gemeinde Wolfershausen) mit Ortsbeirat und Ortsvorsteher nach der Hessischen Gemeindeordnung.
Der Ortsbeirat besteht aus sieben Mitgliedern. Bei den Kommunalwahlen in Hessen 2021 betrug die Wahlbeteiligung zum Ortsbeirat 61,72 %. Es erhielten die SPD mit 35,18 % der Stimmen zwei Sitze und „Dorfliste Wolfershausen“ (DLW) mit 64,85 % fünf Sitze. Der Ortsbeirat wählte Otto Gerhold (DLW) zum Ortsvorsteher.

## Sehenswürdigkeiten

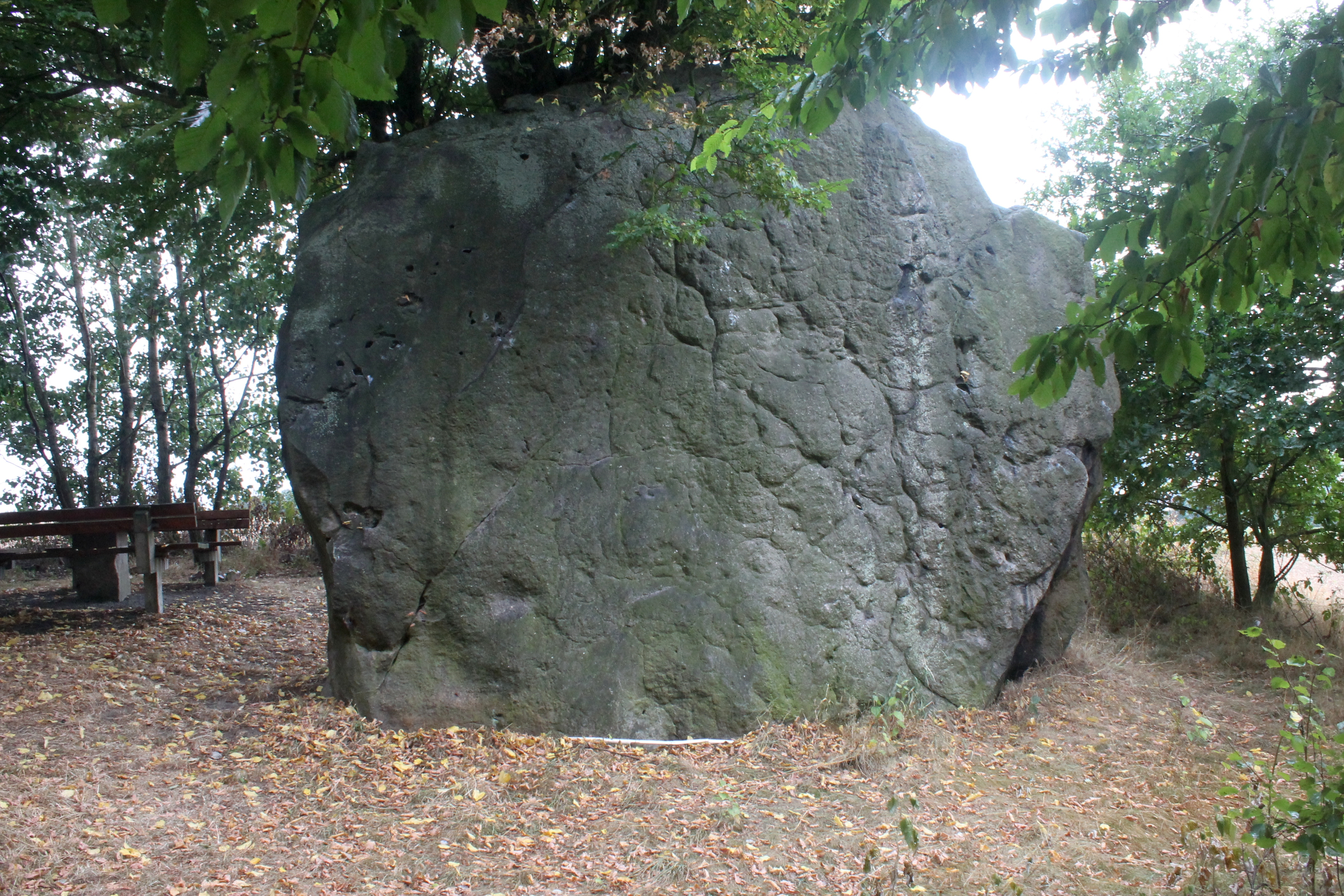
Der Riesenstein

- der Riesenstein im Norden der Gemarkung auf dem östlichen Ederufer, ein seit 1986 als Naturdenkmal ausgewiesener Megalith.
- die im gotischen Stil nach 1273 errichtete Kirche, eine ehemalige Wehrkirche mit quadratischem Turm auf den Resten der Burgruine erbaut; das Kirchenschiff wurde um 1484 errichtet.
- der historische Dorfkern rund um die Linde.

## Verkehr
Entlang des Ostrands des Dorfs verläuft die von Neuenbrunslar im Süden nach Haldorf im Norden führende Kreisstraße 5. Auf sie trifft im Südosten des ursprünglichen Ortskerns die von Deute im Westen herbeiführende Kreisstraße4, die dann 500 m weiter nördlich von der dort eine kurze Westkurve beschreibenden K 5 über die Ederbrücke nach Norden abzweigt, die Main-Weser-Bahn unterquert und nach Guxhagen-Breitenau im Nordosten führt. Bei der etwa vier Kilometer entfernten Guxhagener Ortslage Breitenau besteht Anschluss an der Anschlussstelle 81 von der Bundesstraße 83 und der Landesstraße 3221 auf die Bundesautobahn 7 (Kassel-Würzburg).
Die Eisenbahnhauptstrecke der Main-Weser-Bahn von Kassel über Wabern, Treysa, Marburg, Gießen und Friedberg nach Frankfurt am Main durchquert die Ortsgemarkung auf dem östlichen Ufer der Eder; dort befindet sich, etwa 150 m östlich der Ederbrücke, die Haltestelle Wolfershausen; sie wird bedient von Regional-Express-Zügen des zwischen Frankfurt und Kassel verkehrenden Main-Weser-Express und von Regionalbahn-Triebwagen der Hessischen Landesbahn.
| Linie | Verlauf | Takt                     | Betreiber        |
| ----- | --- | ------------------------ | ---------------- |
| RB38  | Kassel Hbf – Kassel-Wilhelmshöhe – Kassel-Oberzwehren – Baunatal-Rengershausen – Baunatal-Guntershausen – Edermünde-Grifte – Felsberg-Wolfershausen – Felsberg-Altenbrunslar – Felsberg-Gensungen – Wabern (Bz Kassel) – Singlis – Borken (Hess) – Zimmersrode – Schlierbach (Kr Schwalm-Eder) – Treysa Stand: Fahrplanwechsel Dezember 2021 | einzelne Fahrten zur HVZ | DB Kurhessenbahn |
| RB39  | Kassel Hbf – Kassel-Wilhelmshöhe – Kassel-Oberzwehren – Baunatal-Rengershausen – Baunatal-Guntershausen – Edermünde-Grifte – Felsberg-Wolfershausen – Felsberg-Altenbrunslar – Felsberg-Gensungen – Wabern (Bz Kassel) – Zennern – Fritzlar – Ungedanken – Mandern – Wega – Bad Wildungen Stand: Fahrplanwechsel Dezember 2024 | 120 min (mit Lücken)     | DB Kurhessenbahn |
| RE98  | Main-Sieg-Express: Kassel Hbf – Kassel-Wilhelmshöhe – Baunatal-Guntershausen – Edermünde-Grifte – Felsberg-Wolfershausen – Felsberg-Altenbrunslar – Felsberg-Gensungen – Wabern (Bz Kassel) – Singlis – Borken (Hess) – Zimmersrode – Schlierbach (Kr Schwalm-Eder) – Treysa – Schwalmstadt-Wiera – Neustadt (Kr Marburg) – Stadtallendorf – Kirchhain (Bz Kassel) – Marburg (Lahn) – Gießen – Friedberg (Hess) – Frankfurt (Main) West (einzelne Züge im Berufsverkehr) – Frankfurt (Main) Hbf Gießen – Frankfurt vereinigt mit RE 99 von Siegen Stand: Fahrplanwechsel Dezember 2021 | 120 min                  | HLB Hessenbahn   |

Durch den Ort verläuft der Ederradweg.